# GetBackers (série télévisée d'animation)
Pour le manga, voir GetBackers.
GetBackers (ゲットバッカーズ -奪還屋, Gettobakkāzu Dakkan'ya) est un anime japonais en 49 épisodes de 24 minutes, créé d'après le manga éponyme par le Studio DEEN et diffusé au Japon du 5 octobre 2002 au 20 septembre 2003 sur Animax-asia et TBS. En France, la série a été diffusée la 1re fois le  21 novembre 2005 sur France 4.

## Histoire
L'histoire raconte celle de deux jeunes adultes (Ban Mido et Ginji Amano) qui forment un groupe appelé les GetBackers. Leur travail consiste à « récupérer » les objets que leurs clients ont perdus.
L'action se déroule au Japon, et principalement à Shinjuku (un quartier de Tokyo), dans un futur proche.
La particularité des deux héros est qu'ils possèdent des pouvoirs extraordinaires.
Ginji peut produire de l'électricité et la contrôler à volonté grâce à des cellules corporelles très développées.
Ban possède quant à lui une force de poigne colossale de 200 kg de pression et le Jagan (« œil maléfique ») qui permet de provoquer de très puissantes illusions chez tous ceux qui croisent son regard. 
Nos deux héros vont essayer de remplir à bien leurs missions pour gagner un maximum d'argent.
Peu à peu, on découvre en outre que Ginji possède un lourd passé et que les missions vont l'amener sur les terres de son enfance.
Ils "survivent"  dans un café bar du nom de Honty Tonk avec le gérant nommée Wang Paul, chez qui Mido et Ginji mangent à crédit, tant l'ardoise arrive souvent à plusieurs centaines de milliers de yens. Heaven est une médiatrice qui leur propose toujours des contrats, même s'ils finissent sans le sou à la fin de tous les épisodes.

## Fiche technique
- Année : 2002 - 2003
- Réalisation : Kazuhiro Furuhashi, Keitaro Motonaga
- Character design : Atsuko Nakajima
- Créateur original : Rando Ayamine, Yuya Aoki
- Musique : Taku Iwasaki
- Animation : Studio DEEN
- Licencié en France par : Kazé
- Nombre d'épisodes : 49

## Doublage
|                | Japonais           | Français               |
| -------------- | ------------------ | ---------------------- |
| Ban Mido       | Nobutoshi Canna    | Stéphane Ronchewski    |
| Ginji Amano    | Shōtarō Morikubo   | François Creton        |
| Makubex        | Mitsuki Saiga      | Brigitte Aubry         |
| Himiko Kudou   | Natsuko Kuwatani   | Véronique Uzureau      |
| Akabane Kurodo | Nobuo Tobita       | Fabien Briche          |
| Natsumi Mizuki | Otoha              | Nathalie Bienaimé      |
| Hevn           | Rio Natsuki        | Marie Zidi             |
| Kazuki Fuchoin | Sōichirō Hoshi     | Vincent de Boüard      |
| Shido Fuyuki   | Takanori Hoshino   | Jean-Pascal Quilichini |
| Jubei Kakei    | Takehito Koyasu    | Philippe Bozo          |
| Paul Wang      | Yasunori Matsumoto | Luc Boulad             |
| Emichi         |                    | Cyrille Artaux         |

## Génériques
- Opening

1. Yurage Koto Nai Ai de Naomi Tamura (Ep 01-25)
2. Barairo no Sekai de PIERROT (Ep 26-49)

- Ending

1. Ichibyo no Refrain de Otoha (Ep 01-13)
2. Namida No Hurricane de Bon-Bon Blanco (Ep 14-25)
3. Mr Deja Vu de Naja (Ep 26-37)
4. Changin' de Nona Reeves  (Ep 38-48)